# Roe v. Wade

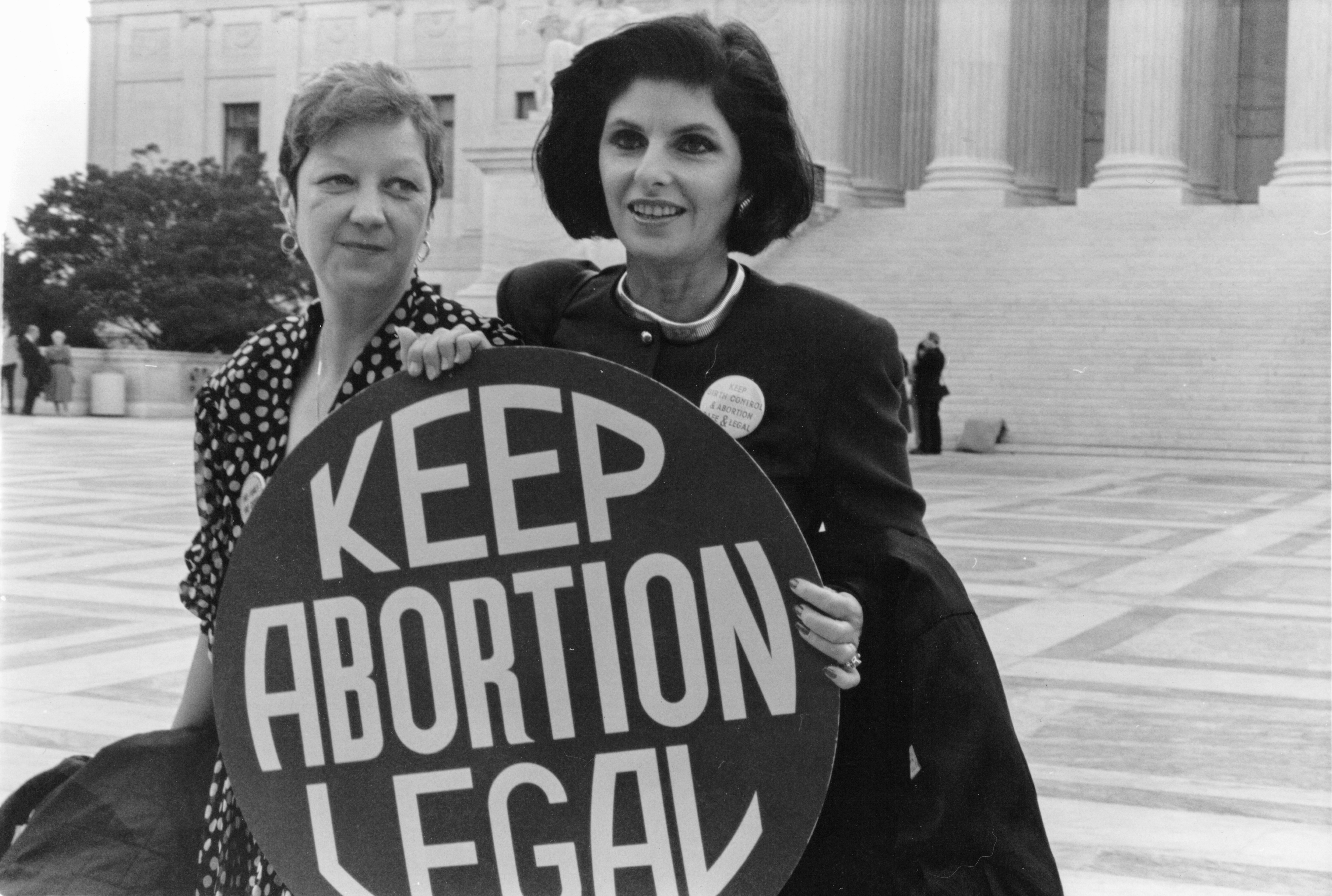
Norma McCorvey, links, 1973 unter dem Pseudonym Jane Roe im Fall Roe v. Wade bekannt, mit ihrer Anwältin Gloria Allred, vor dem Obersten Gericht im April 1989

Roe v. Wade (Roe versus Wade, deutsch „Roe gegen Wade“) war eine Grundsatzentscheidung zum Abtreibungsrecht, die der Oberste Gerichtshof der Vereinigten Staaten am 22. Januar 1973 fällte. Nach ihr verletzte ein Strafgesetz des US-Bundesstaats Texas zum Schwangerschaftsabbruch das verfassungsmäßige Recht einer Frau, über Abbruch oder Fortführung ihrer Schwangerschaft selbst zu entscheiden. Die Benennung des Falls ergibt sich aus dem anonymisierten Namen der klagenden Frau („Jane Roe“) und dem Namen eines texanischen Bezirksstaatsanwalts (Henry Wade), gegen den sich die Klage aus formalen Gründen richtete. Anfang der 1970er Jahre galten ähnliche Gesetze wie in Texas in der Mehrheit der Bundesstaaten.
Grundsätzlich gab Roe v. Wade Frauen das Recht, über Abbruch oder Fortführung einer Schwangerschaft zu entscheiden. Dieses Recht sei zwar „fundamental“, aber nicht „absolut“. Insbesondere müsse das Recht auf einen Schwangerschaftsabbruch gegen staatliche Interessen am Schutz der Gesundheit der werdenden Mutter und am Schutz des werdenden Lebens abgewogen werden. Als Ergebnis dieser Abwägung band der Supreme Court das Abtreibungsrecht der US-Bundesstaaten an die drei Trimester der Schwangerschaft: Während des ersten und zweiten Trimesters dürften Abtreibungen nicht verboten werden. Vorschriften zum Schutz der Gesundheit der Schwangeren seien jedoch statthaft. Etwa ab Beginn des dritten Trimesters trete der Schutz des auch außerhalb des Mutterleibes zunehmend lebensfähigen Fötus in den Vordergrund. Die Bundesstaaten dürften daher ab Beginn des letzten Trimesters Abtreibungen verbieten – außer wenn Leben oder Gesundheit der Mutter gefährdet seien. Bundesstaatliche Abtreibungsgesetze wurden sehr strikten richterlichen Kontrollen unterworfen.
In der Entscheidung Planned Parenthood v. Casey 505 U.S. 833 (1992) gab der Supreme Court die Trimester-Einteilung zu Gunsten einer ausschließlichen Orientierung an der Lebensfähigkeit des Fötus auf. Die spätere Entscheidung ließ zudem auch für frühe Stadien der Schwangerschaft bundesstaatlich verfügte Beratungspflichten und Wartezeiten zu, solange diese nicht zu einer übermäßigen Belastung der Schwangeren führen (undue burden).
Am 24. Juni 2022 wurden Roe und Casey in Dobbs v. Jackson Women’s Health Organization durch den Obersten Gerichtshof in einer 5-zu-4-Entscheidung aufgehoben. Mangels eines umfassenden Bundesgesetzes können somit wieder die Bundesstaaten über die Legalität von Schwangerschaftsabbrüchen entscheiden. Einzige bundesrechtliche Beschränkung ist der Partial-Birth Abortion Ban Act.

## Vorgeschichte und Klage
Klägerin in der Sache war eine damals 22-jährige, ohne Partner lebende Mutter zweier Kinder aus Texas namens Norma McCorvey. McCorvey hatte ihre ersten beiden Kinder aufgrund ihrer schwierigen sozialen und wirtschaftlichen Lebenssituation zur Adoption freigegeben. Als sie nun erneut schwanger wurde, versuchte sie, die Schwangerschaft abbrechen zu lassen. Im Bundesstaat Texas durften Föten jedoch nur abgetrieben werden, wenn Gesundheit oder Leben der werdenden Mutter gefährdet war. McCorveys Anwältinnen, Linda Coffee und Sarah Weddington, sahen in dieser Beschränkung eine Verletzung des 14. Verfassungszusatzes und waren die ursprünglichen Initiatorinnen der Klage. Da sich entgegen ihren Erwartungen keine gut situierte, intakte Familie bereit erklärte, als Klägerin aufzutreten, willigten sie ein, McCorvey als Beschwerdeführerin Anonymität zu gewähren.
Die Anwältinnen reichten am Bundesbezirksgericht für Nord-Texas die Klage im Namen von „Jane Roe“ ein, in Anlehnung an den im amerikanischen Schrift- und Sprachverkehr oft für nicht identifizierte Personen verwendeten Platzhalternamen John Doe. Beklagter für den Staat Texas war Henry Wade, der damalige Bezirksstaatsanwalt des Dallas County. Das Bezirksgericht erklärte zwar, dass das texanische Gesetz gegen die Bundesverfassung verstoße und folglich überarbeitet werden müsse, verweigerten jedoch die Aufhebung des Gesetzes. Die Kläger gingen deshalb in Berufung, welche vom Obersten Gerichtshof 1971 zur Entscheidung angenommen und schließlich 1973 entschieden wurde. McCorvey hatte zu diesem Zeitpunkt ihr drittes Kind geboren und ebenfalls zur Adoption freigegeben.

## Entscheidung
Durch die Entscheidung Roe v. Wade wurde verfügt, dass eine Schwangere die Schwangerschaft grundsätzlich abbrechen darf. Dieses Recht sei ein „fundamentales“ Recht. Dies bedeutet nach dem Supreme Court aber nicht, dass das Recht auf Schwangerschaftsabbruch „absolut“ gilt. Insbesondere kann die Regierung ein legitimes Interesse daran haben, (a) die Gesundheit der werdenden Mutter und (b) das werdende Leben zu schützen. Das Recht der werdenden Mutter und die Interessen der Regierung seien daher abzuwägen.
Da eine Abtreibung in den ersten Monaten bereits damals als deutlich ungefährlicher galt als das Austragen einer Schwangerschaft, ist das Interesse der Regierung am Gesundheitsschutz der Mutter anfänglich nur gering. Die Bundesstaaten durften daher für das erste Trimester der Schwangerschaft höchstens etwa vorgeben, dass nur medizinische Fachkräfte den Abbruch vornehmen dürfen. Mit steigenden Gefahren durch den Schwangerschaftsabbruch während des zweiten Trimesters konnten zusätzliche Vorschriften zum Schutz der Gesundheit der Mutter hinzutreten. Nach der damaligen medizinischen Kunst galt ein Fötus ab der 28. Schwangerschaftswoche (= Beginn des dritten Trimesters) als lebensfähig. Ab Beginn des dritten Trimesters tritt daher nach Ansicht des Supreme Courts nun das Interesse am Schutz des ungeborenen Lebens in den Vordergrund. Den Bundesstaaten wurde daher ermöglicht, Abtreibungsgesetze zu erlassen, die ab diesem Zeitpunkt Abtreibungen verbieten. Schwangerschaftsabbrüche im letzten Drittel der Schwangerschaft durften jedoch seitens der Bundesstaaten nicht verboten werden, wenn die Fortführung der Schwangerschaft das Leben oder die Gesundheit der Schwangeren gefährdet.
Zusätzlich bestimmte der Supreme Court, dass die Abtreibungsgesetze der Bundesstaaten einer strikten richterlichen Kontrolle (strict scrutiny) unterlagen.

## Anhaltende Kontroversen und weitere Entwicklung

### Frühe Opposition
Roe v. Wade zählt zu den gesellschaftlich umstrittensten Entscheidungen in der Geschichte des Obersten Gerichtshofes der Vereinigten Staaten, der zum Zeitpunkt der Entscheidung unter der Führung des Obersten Richters Warren E. Burger von einer liberalen Richtermehrheit geprägt war. Burgers Nachfolger William H. Rehnquist, unter dessen Führung das Gericht später eine zunehmend konservative Ausrichtung einnahm, war einer der beiden Richter, die Roe v. Wade ablehnten.
Eine Rücknahme der Entscheidung im Falle Roe v. Wade ist eine prominente Forderung der Lebensrechtsbewegung insbesondere von konservativen und christlich-fundamentalistischen Politikern, Aktivisten und Organisationen. Seit 1974 findet zum Jahrestag der Entscheidung der March for Life in Washington, D.C. mit hunderttausenden Teilnehmern statt, nach Angaben der Washington Post ist es die größte Veranstaltung gegen Schwangerschaftsabbrüche. Ähnliche Protestveranstaltungen werden auch in anderen Städten organisiert, unter anderem in Chicago und San Francisco.

### Änderungen der Rechtsprechung durchPlanned Parenthood v. Casey
Der Supreme Court beschäftigte sich im Jahr 1992 im Fall Planned Parenthood v. Casey erneut mit dem Schwangerschaftsrecht in den USA. Zu dem Zeitpunkt waren acht der neun Richter des Supreme Court von republikanischen Präsidenten ernannt worden und einer von einem demokratischen. Das grundsätzliche Recht auf einen Schwangerschaftsabbruch bzw. das Verbot für die Bundesstaaten, Abtreibungen grundsätzlich zu verbieten, blieb bestehen. Es kam jedoch zu drei wichtigen Änderungen:
- Die Entscheidung erweiterte das Recht der Bundesstaaten, auch vor dem dritten Trimester Vorschriften zum Schutz des ungeborenen Lebens zu erlassen. So wurden bundesstaatliche Vorschriften zulässig, die keine unzumutbare Belastung (undue burden) für die Frau sind. Darunter fielen etwa eine obligatorische Beratung und eine 24-stündige Bedenkzeit vor dem Eingriff.
- Durch die Etablierung des undue burden-Standards für die Zulässigkeit bundesstaatlicher Gesetze änderte sich auch der Standard der richterlichen Überprüfbarkeit; strict scrutiny wich undue burden.[5]
- Die Orientierung an den Trimestern wurde zu Gunsten einer direkten Orientierung an der Lebensfähigkeit des Fötus außerhalb des Mutterleibs aufgegeben. Statt der 28. Woche (Beginn des dritten Trimesters) galt nun die 23./24. Woche als zeitliche Grenze, zu der die Bundesstaaten Schwangerschaftsabbrüche verbieten können.

### Entwicklungen ab 2021
Laut einer Aufstellung des Guttmacher Institute haben derzeit (11/2021) mehrere US-Bundesstaaten kein Abtreibungsgesetz, das Abtreibungen nach Einsetzen der Lebensfähigkeit des Fötus verbietet (z. B. New Mexico, Colorado, New Jersey). Hier sind Abtreibungen rein rechtlich bis kurz vor der Geburt erlaubt. Die meisten Bundesstaaten heben direkt auf die Lebensfähigkeit ab oder setzen ein Zeitlimit von 20 Wochen nach Empfängnis (= 22 Wochen nach der letzten Menstruation).
Am 17. Mai 2021 unterzeichnete der Gouverneur von Texas Greg Abbott ein Gesetz, das Abtreibungen nach der sechsten Schwangerschaftswoche fast vollständig verbietet. Die sogenannte heartbeat bill verbietet Abtreibungen, sobald gezeigt werden kann, dass das Herz des Fötus schlägt. Das Verbot erstreckt sich auch auf Schwangerschaften, die aus Vergewaltigung oder Inzest hervorgehen. Nur bei medizinischer Indikation sind Ausnahmen erlaubt. Eine Besonderheit des Gesetzes ist, dass nicht dem Staat die Aufgabe der Strafverfolgung illegaler Schwangerschaftsabbrüche zugewiesen wurde, sondern dass das Gesetz die Möglichkeiten von privaten Klagen derart erweiterte, dass nunmehr fast jedermann Abtreibungseinrichtungen verklagen kann. Der mehrheitlich von konservativen Juristen besetzte Oberste Gerichtshof lehnte eine einstweilige Verfügung gegen das Gesetz ab. Am 9. September reichte die US-Regierung beim Bundesgericht in Texas eine Klage ein und forderte, dass das Gesetz wegen Verfassungswidrigkeit umgehend für ungültig erklärt wird.
Mit der Wahl von Amy Coney Barrett sind sechs der neun Richter von republikanischen Präsidenten nominiert worden, worauf sich Spekulationen über eine Aufhebung von Roe v. Wade häuften. Am 2. Mai 2022 veröffentlichte das Magazin Politico den Entwurf einer Mehrheitsmeinung von Samuel Alito vom Februar 2022, nach der Roe v. Wade aufzuheben sei. Am 3. Mai bestätigte das Gericht in einer Pressemitteilung die Authentizität des Entwurfes, betonte aber, dass dieser nicht die endgültige Entscheidung des Gerichts darstellen müsse.

### Aufhebung von Roe v. Wade
In der Entscheidung Dobbs v. Jackson Women’s Health Organization hob der Supreme Court am 24. Juni 2022 Roe v. Wade auf. Die Entscheidung befasste sich mit einem Gesetz des Bundesstaates Mississippi, das Abtreibung ab der fünfzehnten Schwangerschaftswoche bis auf wenige Ausnahmen untersagt. Für diese Entscheidung stimmten die Richter Alito, Thomas, Gorsuch, Kavanaugh und Barrett, dagegen die Richter Breyer, Sotomayor und Kagan. Der Oberste Richter John Roberts sprach sich dagegen aus, Roe v. Wade vollständig aufzuheben, votierte jedoch für die Rechtsgültigkeit des Anti-Abtreibungsgesetzes von Mississippi.
Die Reaktionen auf das Urteil vom 24. Juni 2022 fielen äußerst unterschiedlich aus. Während Abtreibungsgegner die Entscheidung enthusiastisch begrüßten, bedauerte US-Präsident Joe Biden das „extreme“ Urteil, das die Vereinigten Staaten „zum Außenseiter unter den entwickelten Nationen der Welt“ mache. Mit dieser Entscheidung, so Biden, sei „nicht das Schlusswort“ gesprochen. Der Präsident forderte den Kongress und die Wähler zum Handeln auf.

## Norma McCorveys weiteres Leben
In späteren Jahren wurde Norma McCorvey (1947–2017) zu einem Aushängeschild der Lebensrechtsbewegung. Sie versuchte im Jahr 2005 im Fall McCorvey v. Hill vor dem Bundesappellationsgericht für den fünften Gerichtsbezirk erfolglos, aufgrund ihrer Rolle als direkt Betroffene eine Aufhebung von Roe v. Wade zu erreichen. Der Oberste Gerichtshof lehnte eine Annahme dieses Falls zur Entscheidung ab.
Der Filmemacher Nick Sweeney veröffentlichte im Jahr 2020 den Dokumentarfilm AKA Jane Roe, in dem McCorvey angibt, dass sie für ihre spätere Haltung als Abtreibungsgegnerin von zwei evangelikalen Pastoren und radikalen Abtreibungsgegnern bestochen worden sei. Diese Aussage wurde von den Pastoren Rob Schenck und Flip Benham bestätigt; diese äußerten, dass sie die wirtschaftliche Notlage von McCorvey erkannt und ausgenutzt hätten.

## Verfilmungen
- 1989 entstand unter Regie von Gregory Hoblit der US-Spielfilm Roe vs Wade (deutsche Fassung: „Eine Frau klagt an“).[25]
- Die Regisseure Nick Loeb und Cathy Allyn verfilmten den Fall unter dem Titel Roe v. Wade, der 2020 veröffentlicht wurde.[26]

## Einzelbelege
1. ↑  410 U.S. 113 (Memento vom 5. Dezember 2008 im Internet Archive)
2. ↑  A second religious conversion for 'Jane Roe' of Roe vs. Wade (Memento vom 20. Februar 2008 im Internet Archive)
3. ↑  N.D. Texas Opinion of U.S. District Court June (17,) (1970). In: jrank.org
4. ↑  Erwin Chemerinsky: Constitutional Law. Principles and Policies. 6. Auflage. Wolters Kluwer, New York, S. 887 (englisch).
5. 1 2 3 4 5  John E. Nowak, Ronald D. Rotunda: Treatise on Constitutional Law. Substance and Procedure. 5. Auflage. West Thomson/Reuters, Eagan (Minnesota) 2012, § 18.29(b)(i) (englisch).
6. ↑  Karen O’Connor: Testimony on "The Consequences of Roe v. Wade and Doe v. Bolton" (Memento vom 20. Dezember 2012 im Internet Archive), United States Senate, Committee on the Judiciary, Hearing vom 23. Juni 2005
7. ↑  Michael Janofsky: Words of Support from Bush at Anti-Abortion Rally. In: The New York Times. 23. Januar 2004, abgerufen am 9. Dezember 2014 (englisch).
8. ↑  Michelle Boorstein, Carol Morello: Thousands of abortion foes brave cold to join March for Life in Washington. In: Washington Post. 22. Januar 2014, abgerufen am 10. Dezember 2014 (englisch).
9. ↑  Stephanie K. Baer: Abortion foes gather to mark Roe v. Wade in downtown rally. In: Chicago Tribune. 19. Januar 2014, abgerufen am 29. Dezember 2014 (englisch).
10. ↑  Anastasia Ustinova, Sabin Russell: Thousands march against abortion in S.F. In: SFGate (San Francisco Chronicle). Hearst Communications, 20. Januar 2008, abgerufen am 27. Januar 2011 (englisch).
11. ↑  An Overview of Abortion Laws. In: guttmacher.org. 9. März 2016, abgerufen am 1. Dezember 2021 (englisch).
12. ↑  USA – Justizministerium verklagt Texas wegen strengem Abtreibungsgesetz. In: spiegel.de. 9. September 2021, abgerufen am 6. Juli 2022.
13. ↑  Amelia Thomson-DeVeaux: What Amy Coney Barrett’s Confirmation Could Mean For Roe v. Wade. In: FiveThirtyEight. 15. Oktober 2020, abgerufen am 3. Mai 2022 (amerikanisches Englisch).
14. ↑  Josh Gerstein, Alexander Ward: Exclusive: Supreme Court has voted to overturn abortion rights, draft opinion shows. In: Politico. Abgerufen am 3. Mai 2022 (englisch).
15. ↑  Eva Oer: Abtreibungsrecht in den USA: „Roe v. Wade“ vor dem Aus. In: Die Tageszeitung (TAZ). 3. Mai 2022, archiviert vom Original am 4. Mai 2022; abgerufen am 4. Mai 2022.
16. ↑  Peter Baker: Leaked draft of Supreme Court ruling signals a seismic shift in American politics and law. In: The New York Times. 3. Mai 2022, ISSN 0362-4331 (englisch, nytimes.com [abgerufen am 3. Mai 2022]).
17. ↑  DOBBS, STATE HEALTH OFFICER OF THE MISSISSIPPI DEPARTMENT OF HEALTH, ET AL. v. JACKSON WOMEN’S HEALTH ORGANIZATION ET AL. (PDF) In: Supreme Court of the United States. 24. Juni 2022, abgerufen am 25. Juni 2022 (englisch).
18. ↑  Supreme Court ruling leaves states free to outlaw abortion. In: Washington Post. ISSN 0190-8286 (englisch, washingtonpost.com [abgerufen am 24. Juni 2022]).
19. ↑  The Supreme Court's majority and dissent opinions on Dobbs reveal a massive schism. In: NPR. 24. Juni 2022, abgerufen am 27. Juni 2022 (englisch).
20. ↑  Kevin J. Jones: Read about the five Supreme Court justices who voted to overturn Roe v. Wade. In: Catholic News Agency. 22. Juni 2022, abgerufen am 25. Juni 2022 (englisch).
21. ↑  John Fritze: Chief Justice Roberts wanted to go slow curbing Roe v. Wade. His colleagues were in a hurry. In: USA Today News. 25. Juni 2022, abgerufen am 25. Juni 2022 (englisch).
22. ↑  Supreme Court abortion decision must not be the final word - Biden. In: BBC News. 22. Juni 2022, abgerufen am 25. Juni 2022 (englisch).
23. ↑  Pionierin des US-Abtreibungsurteils liess sich von Gegnern bezahlen. In: bazonline.ch
24. ↑  The woman behind ‘Roe vs. Wade’ didn’t change her mind on abortion. She was paid. In: latimes.com
25. ↑  Roe vs. Wade (1989 TV Movie) bei IMDb
26. ↑  Roe v. Wade (2020 Movie) bei IMDb